# Dani Beck
Dani Beck (* 24. Juni 1965 in Zürich) ist ein Schweizer Fernsehmoderator.

## Leben
Der Sohn des Schauspielers und Radiomoderators Ueli Beck († 2010) begann seine berufliche Laufbahn in den Medien als Musikredaktor der Programmzeitschrift Tele. Im August 1997 fing er beim Schweizer Fernsehen an zu arbeiten, wo er als Redaktor und Moderator bis  Ende 2009 die Sendung Weekend Music (ab April 2005 Musicnight) realisierte.